# イラン高原
イラン高原（イランこうげん、英: Iranian Plateau）は、中東イランの北部一帯の高原である。ペルシア高原またはペルシャ高原（Persian Plateau）とも呼ぶ。カビール砂漠が広がるが、首都テヘランの南にはナマク湖（Daryacheh-ye Namak) という塩湖がある。安定陸塊に含まれる。
イラン中部から東はアフガニスタン、パキスタンにまたがる盆地状の高原が広がっている。北部にはエルブールズ山脈、ヒンズークシ山脈、南西部にザグロス山脈が連なっており、気候は乾燥気候。砂漠・ステップが広がっており、塩湖やワジが多く存在する。